# Denis Henriquez
Denis Henriquez (* 10. Oktober 1945 in Oranjestad) ist ein arubanischer Autor.
Er studierte Physik in Delft und arbeitete als Lehrer am Erasmiaans Gymnasium in Rotterdam.

## Werke
- 1981 E soño di Alicia. Basé sur "Alice in Wonderland" de Lewis Carroll
- 1988 Kas pabow (poésie)
- 1992 Zuidstraat
- 1995 Delft blues
- 1999 De zomer van Alejandro Bulos

## Ehrungen/Preise
- Prijsvraag van het Antilliaans Verhaal, 1990